# Габай Генрих Саулович
Генрих Саулович Габай (рос. Ге́нрих Сау́лович Габа́й; 6 жовтня 1923, Москва, Російська РФСР — 20 листопада 2003, Нью-Йорк, США) — радянський кінорежисер і сценарист.

## Біографія
У роки німецько-радянської війни був стрільцем-радистом на Пе-2. Здійснив 17 бойових вильотів, брав участь в декількох повітряних боях. 25 березня 1944 року в бою з трьома німецькими винищувачами Fw-190 збив одного з них і отримав важке поранення в око. Екіпаж приземлився в тилу противника і потрапив у полон. Після лікування в німецькому госпіталі втік з полону.
В 1951 році закінчив ВДІК (режисерський факультет, майстерня Ігоря Савченка). Працював на Одеської кіностудії (1950-ті роки) і «Мосфільмі» (1960-1970-ті роки).
У 1972 році разом з дружиною і сином емігрував в Ізраїль, в 1973 — до США. Після його від'їзду його фільми в СРСР потрапили під заборону.
Дружина — Анна Мартінсон, дочка народного артиста РРФСР Сергія Мартінсона.

## Фільмографія
- 1956 — Капітан «Старої черепахи»
- 1959 — Зелений фургон
- 1962 — 49 днів
- 1963 — Ім'ям революції
- 1965 — Лебедєв проти Лебедєва
- 1967 — Початок невідомого століття (новела «Мотря»; дознятий на кіностудії імені Довженка в 1969, згодом втрачений) — режисер і сценарист
- 1969 — Час щасливих знахідок — режисер і сценарист
- 1972 — Без трьох хвилин рівно